# Trg neodvisnosti, Kijev
Trg neodvisnosti (ukrajinsko Майдан Незалежності, latinizirano: Majdan Nezaležnosti) je osrednji trg v Kijevu, glavnem mestu Ukrajine, in eden glavnih mestnih trgov. Prebivalci mu pravijo preprosto Majdan (»Trg«). Na njem stoji znameniti spomenik samostojnosti.
Tu se je leta 2003 zgodila oranžna revolucija, novembra 2013 evromajdan in februarja 2014 revolucija dostojanstva.